# Midway (Louisiana)
Midway és una població dels Estats Units a l'estat de Louisiana. Segons el cens del 2000 tenia 1.505 habitants.

## Demografia
Segons el cens del 2000, Midway tenia 1.505 habitants, 512 habitatges, i 366 famílies. La densitat de població era de 166 habitants/km².
Dels 512 habitatges en un 36,3% hi vivien nens de menys de 18 anys, en un 42,8% hi vivien parelles casades, en un 24,6% dones solteres, i en un 28,5% no eren unitats familiars. En el 25,4% dels habitatges hi vivien persones soles el 9,6% de les quals corresponia a persones de 65 anys o més que vivien soles. El nombre mitjà de persones vivint en cada habitatge era de 2,72 i el nombre mitjà de persones que vivien en cada família era de 3,25.
Per edats la població es repartia de la següent manera: un 29,2% tenia menys de 18 anys, un 7,8% entre 18 i 24, un 24,1% entre 25 i 44, un 22,1% de 45 a 60 i un 16,8% 65 anys o més.
L'edat mediana era de 36 anys. Per cada 100 dones de 18 o més anys hi havia 74,5 homes.
La renda mediana per habitatge era de 19.479 $ i la renda mediana per família de 27.500 $. Els homes tenien una renda mediana de 27.100 $ mentre que les dones 15.000 $. La renda per capita de la població era de 12.819 $. Entorn del 28,4% de les famílies i el 30,2% de la població estaven per davall del llindar de pobresa.

## Poblacions més properes
El següent diagrama mostra les poblacions més properes.